# Basbellain
Basbellain (en luxemburguès: Kierchen; en alemany: Niederbesslingen) és una vila de la comuna de Troisvierges, situada al districte de Diekirch del cantó de Clervaux. Està a uns 60 km de distància de la ciutat de Luxemburg.